# 放射温度
放射温度（ほうしゃおんど）は、放射エネルギーを用いて定めた温度。温度の決定にはプランクの法則などが用いられる。放射温度には色温度、有効温度、輝度温度などの種類がある。放射温度により、放射の特徴付けが行われる。放射温度計は放射エネルギーの強度から温度を求める。